# Casas chiquitas
Los Casas chiquitas o Casitas fueron una etnia coahuilteca que habitó durante la segunda mitad del siglo XVIII una región conocida como El carrizal a orillas del Río Bravo al sur de la actual ciudad de Laredo.
Las investigaciones arrojan que el nombre de Casas Chiquitas se les asignó a causa de la forma de sus viviendas, ya que éstas eran pequeñas y cónicas o piramidales. La forma y el tamaño de sus viviendas se debía a que tenían la necesidad de que fueran fácil de transportar o construir porque este pueblo era nómada.